# Рига 2000
Хокейний клуб «Рига 2000»  (латис. HK Rīga 2000) — хокейний клуб з м. Риги, Латвія. Заснований у 2000 році. Виступав у Східно-Європейській Хокейній Лізі, Білоруській Екстралізі. Саме ця команда, в сезонах 2005/2006 та 2007/2008, ставала срібним призером Європейського Континентального Кубку (це є найгучніші перемоги латвійського хокею) серед найкращих команд європейських ліг. Але внаслідок складних фінансових обставин у 2009 році «ХК Рига 2000» припинив своє існування.

## Досягнення команди
Латвійська хокейна ліга:
- 2000-01 - 1 місце
- 2001-02 - 2 місце
- 2002-03 - 2 місце
- 2003-04 - 1 місце
- 2004-05 - 1 місце
- 2005-06 - 1 місце
- 2006-07 - 1 місце
- 2007-08 - 3 місце

Білоруська Екстраліга:
- 2004-05 - 5 місце
- 2005-06 - 3 місце
- 2008-09 - 11 місце

Кубок Латвійської ліги:
- 2007 - 2 місце
- 2008 - 2 місце

Східно-Європейська Хокейна Ліга:
- 2000/01 - 7 місце
- 2001/02 - 2 місце
- 2002/03 - 4 місце
- 2003/04 - 8 місце

Континентальний кубок:
- 2004-05 - 2 етап змагань
- 2005-06 - 2 місце
- 2006-07 - 2 етап змагань
- 2007-08 — 2 місце

## Відомі хокеїсти
| - Олександр Ниживій - Каспарс Даугавіньш - Яніс Спруктс - Карліс Скрастіньш - Гунтіс Галвіньш | - Крістапс Сотнієкс - Григорій Пантелєєв - Агріс Савієлс - Мікеліс Редліхс - Юріс Шталс | - Сергій Жолток - Володимир Мамонов - Артурс Ірбе - Арвідс Рекіс - Алдіс Аболіньш |